# Edah HaChareidis

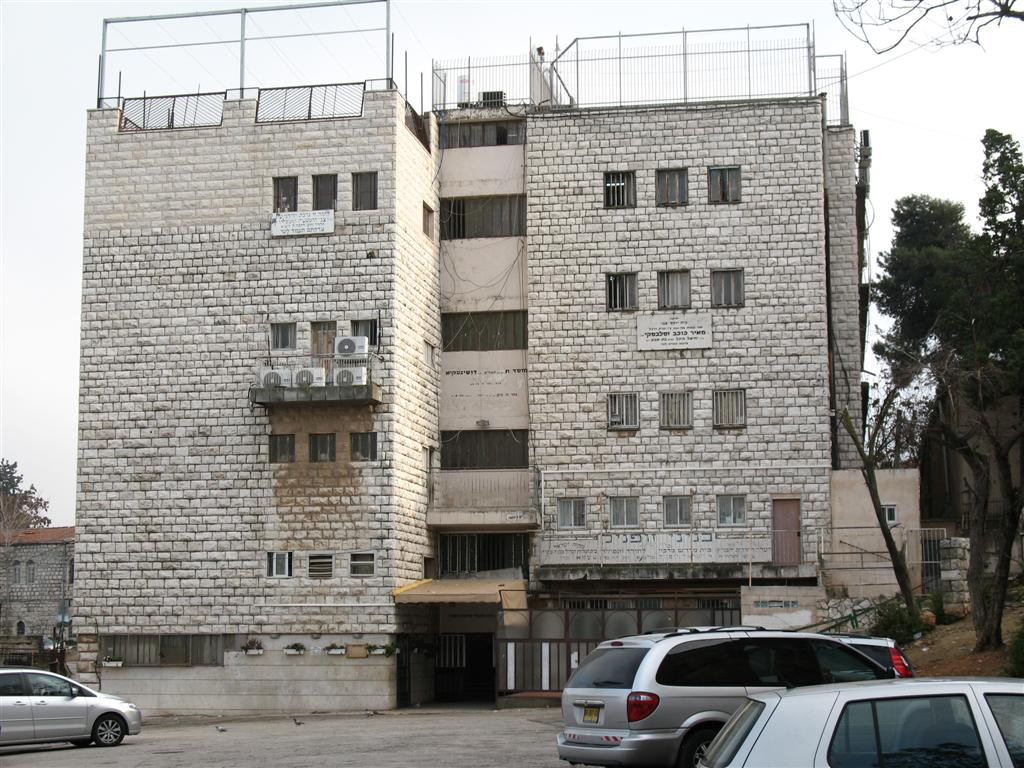
het hoofdkwartier van Edah HaChareidis in Jeruzalem

De Edah HaChareidis (Hebreeuws: העדה החרדית) is een overkoepelende organisatie van anti-zionistische, chareidisch-joodse bewegingen in Jeruzalem. Zowel chassidische als litvishe joden zijn erin vertegenwoordigd. Een andere titel is de Badatz wat slechts een afkorting voor Beis Din Tzedek (rechtvaardig rabbinaal gerechtshof) is die in principe voor iedere rabbinale rechtbank gebruikt kan worden; maar wanneer men over 'de Badatz' spreekt, gaat het over de Edah HaChareidis.

## Geschiedenis
De Edah HaChareidis werd in 1919 opgericht door rabbijn Yosef Chaim Sonnenfeld en rabbijn Yitzchok Yeruchom Diskin, zoon van rabbijn Yehoshua Leib Diskin, de bekende rabbijn van Brisk (Brest-Litovsk) in Litouwen (thans Wit-Rusland). De oprichting vond plaats als reactie op het instellen van een (zionistisch) opperrabbinaat door de zionisten. In de beginperiode werd de naam Vaad Ha'ier gebruikt, wat 'stadsraad' betekent.
De Nederlandse jurist en schrijver Jacob Israël de Haan was actief in de Edah HaChareidis toen hij op 30 juni 1924 door de Hagana in Jeruzalem werd vermoord. 

## Koosjer eten
De Edah HaChareidis is de betrouwbaarste certificeerder van koosjere producten en restaurants in heel Israël. Producten met het bekende logo van de Edah HaChareidis worden door alle orthodoxe joden als koosjer beschouwd.

## Aangesloten bewegingen
Onder anderen Satmar, Tzanz-Tschokowe, Toldos Aharon, Toldos Avrohom Yitzchok, Dushinsky, Mishkenos HoRoim, een deel van Breslov en een deel van de Litvishe joden (de Brisker yeshiva-gemeenschap) zijn bij de Edah HaChareidis aangesloten.
Belz is in 1980 met veel fanfare uit de Edah gestapt omdat de Edah te antizionistisch voor Belz was; de Belzer Rebbe laat zijn volgelingen stemmen in de Israëlische verkiezingen en accepteert staatssubsidies voor de Belzer scholen, iets wat binnen de Edah taboe is.

## Sefardische joden: Edah HaChareidit HaSefaradit
Sefardisch chareidisch joden hebben een organisatie die de Edah HaChareidit Sefaradit heet. Deze organisatie heeft soortgelijke denkbeelden, ook wat anti-zionisme betreft. Deze organisatie is echter veel minder bekend dan de Asjkenazische.

## Opperrabbijnen
- Rabbijn Yosef Chaim Sonnenfeld, zt"l (overleden 1932)
- Groot Rabbijn Yosef Tzvi Dushinsky, zt"l (1865-1949)
- Rabbijn Zelig Reuven Bengis, zt"l (1864-1953)
- Groot Rabbijn Joel Teitelbaum van Satmar, zt"l (1887-1979)
- Rabbijn Yitzchok Yaakov Weiss, zt"l (1901-1989). schrijver van Minchas Yitzchok
- Rabbijn Moshe Aryeh Freund, zt"l (1894-1996), schrijver van Ateres Yehoshua
- Groot Rabbijn Yisrael Moshe Dushinsky, zt"l (1921-2003)
- Rabbijn Yitzchok Tuvia Weiss, shlit"a, huidig opperrabbijn (2003-heden)

## Voorzitters
- Groot Rabbijn Joel Teitelbaum van Satmar, zt"l (1887-1979)
- Groot Rabbijn Moshe Teitelbaum van Satmar, zt"l, (1914-2006)
- Rabbijn Dovid Soloveitchik, shlit"a, Rosh Yeshivah van Brisk, huidig voorzitter

## Leden
- Rabbijn Avrohom Yitzchok Ulman (Chassidische beweging Dushinsky)
- Rabbijn Meir Brandsdorfer (Chassidische beweging Toldos Avrohom Yitzchok)
- Rabbijn Moshe Shternbuch
- Rabbijn Yeshayeh Rosenberg
- Rabbijn Yaakov Blau
- Rabbijn Yaakov Mendel Yuravitch
- Rabbijn Naftoli Hertzke Frankel